# 单粒子翻转

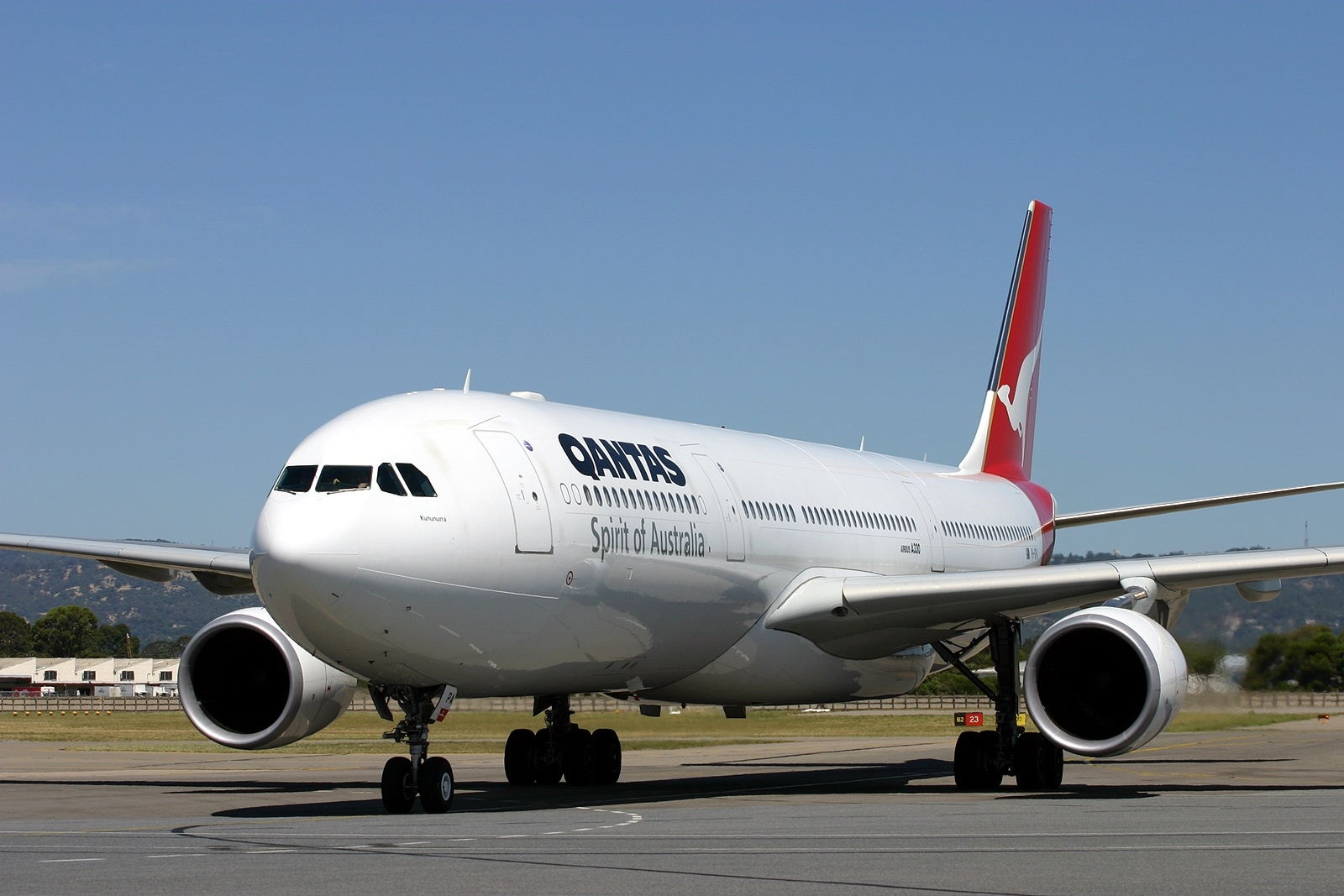
2008年10月7日，澳洲航空72號班機在飞行期间突然无预警向下俯冲，使这架空中客车A330近乎坠毁，事故原因被认为可能是其飞行计算机发生单粒子翻转故障。

单粒子翻转英文缩写SEU（Single-Event Upsets），航天电子学术语，原因是在空间环境下存在着大量高能带电粒子，计算机中的CMOS电子元器件受到地球磁场、宇宙射线等照射，引起电位状态的跳变，“0”变成“1”，或者“1”变成“0”，但一般不会造成器件的物理性损伤。
单粒子翻转指标用单粒子翻转率来描述，单粒子翻转率是器件每天每位发生单粒子翻转的概率，计算质子单粒子翻转率的一般性公式：
{\displaystyle R_{p}=\int _{E_{0}}^{\infty }\sigma _{p}(E)\varphi (E)\,dE(SEU/bit\cdot d)}
其中：{\displaystyle E_{0}}为阈值能量，单位MeV；{\displaystyle \sigma _{p}(E)}为质子单粒子翻转截面积，单位{\displaystyle cm^{2}/bit}；{\displaystyle \varphi (E)}为质子微分流量。